# Домброва-Сьродкова
Домброва-Сьродкова (пол. Dąbrowa Środkowa, нім. Mittel Dammer) — село в Польщі, у гміні Шцинава Любінського повіту Нижньосілезького воєводства.
У 1975-1998 роках село належало до Легницького воєводства.